# Ahmad Qavām

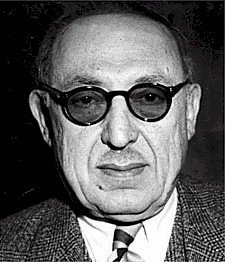
Ahmad Qavam (1954)

Ahmad Qavām (persisch احمد قوام; auch Qavām al-Saltaneh, قوام السلطنه; * 1875; † 23. Juli 1955) war ein iranischen Politiker (Demokratische Partei Irans). Er leitete mehrere Ministerien und war mehrfach Premierminister. Wie kein anderer iranischer Politiker war er an der politischen Umgestaltung Irans von einer absoluten Monarchie zu einer konstitutionellen Monarchie beteiligt.

## Frühe Jahre

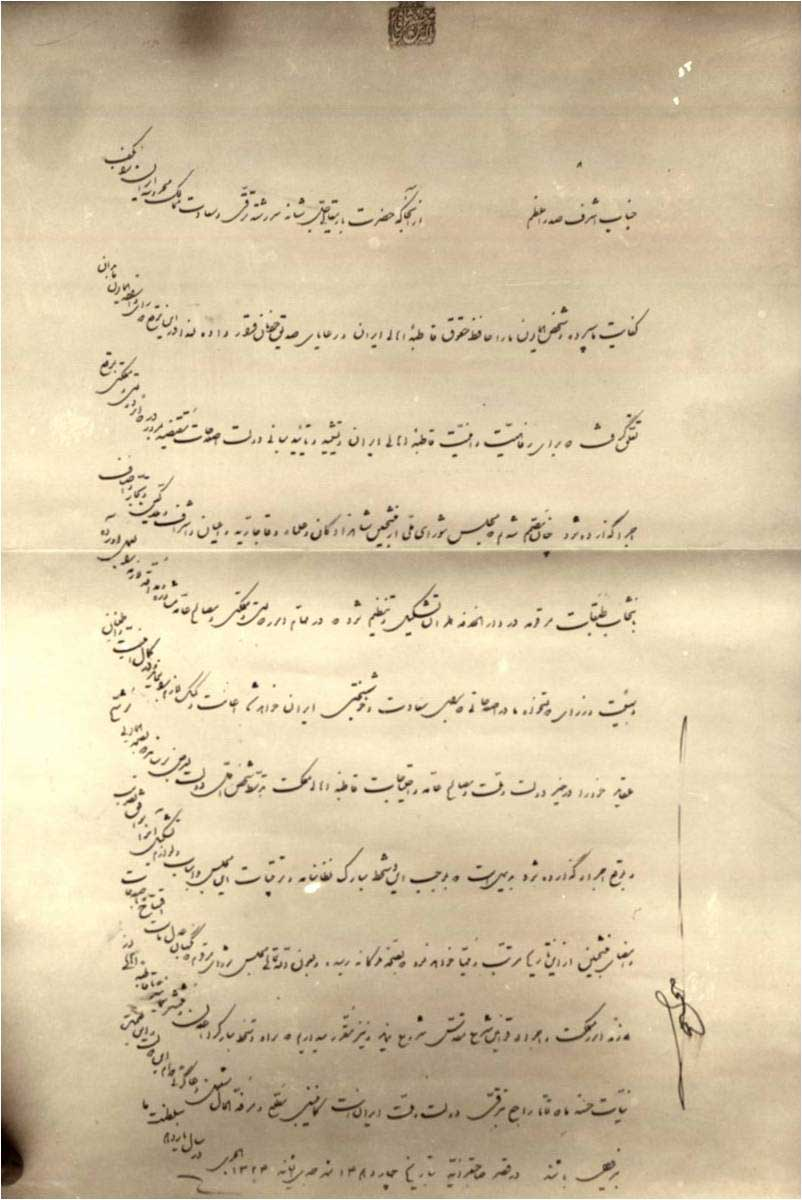
Dekret zur Errichtung des iranischen Parlaments (1906)

1875 wird Ahmad Qavam als Sohn einer prominenten Familien Irans geboren. Sein Vater war Ebrahim Mirza Motamed al Saltaneh und sein Großvater Mohammad Qavam al Dowleh. Seine Vorfahren dienten von Beginn des 19. Jahrhunderts als Beamte der Kadscharenkönige. Aus der Familie seines Vaters gingen allein drei Premierminister hervor (Hassan Mostofi, Ahmad Matin-Daftari und Mohammad Mossadegh). Die Familie seiner Mutter stellte den Premierminister Mirza Ali Khan Amin al Dowleh. Qavams älterer Bruder war Hassan Vosough, der ebenfalls mehrfach Premierminister war.
Qavam begann seine Laufbahn am Hof von Nāser ad-Din Schāh. Unter Mozaffar ad-Din Schah wurde Qavam Dabir-e Hozoor (Privatsekretär) des Schahs. Er formulierte das von Mozaffar ad-Din Schah am 5. August 1906 unterzeichnete Dekret zur Errichtung eines iranischen Parlaments. Während der Zeit der Konstitutionellen Revolution erwarb Qavam sich den Titel Qavam al-Saltaneh (Stärke des Throns).

## Minister

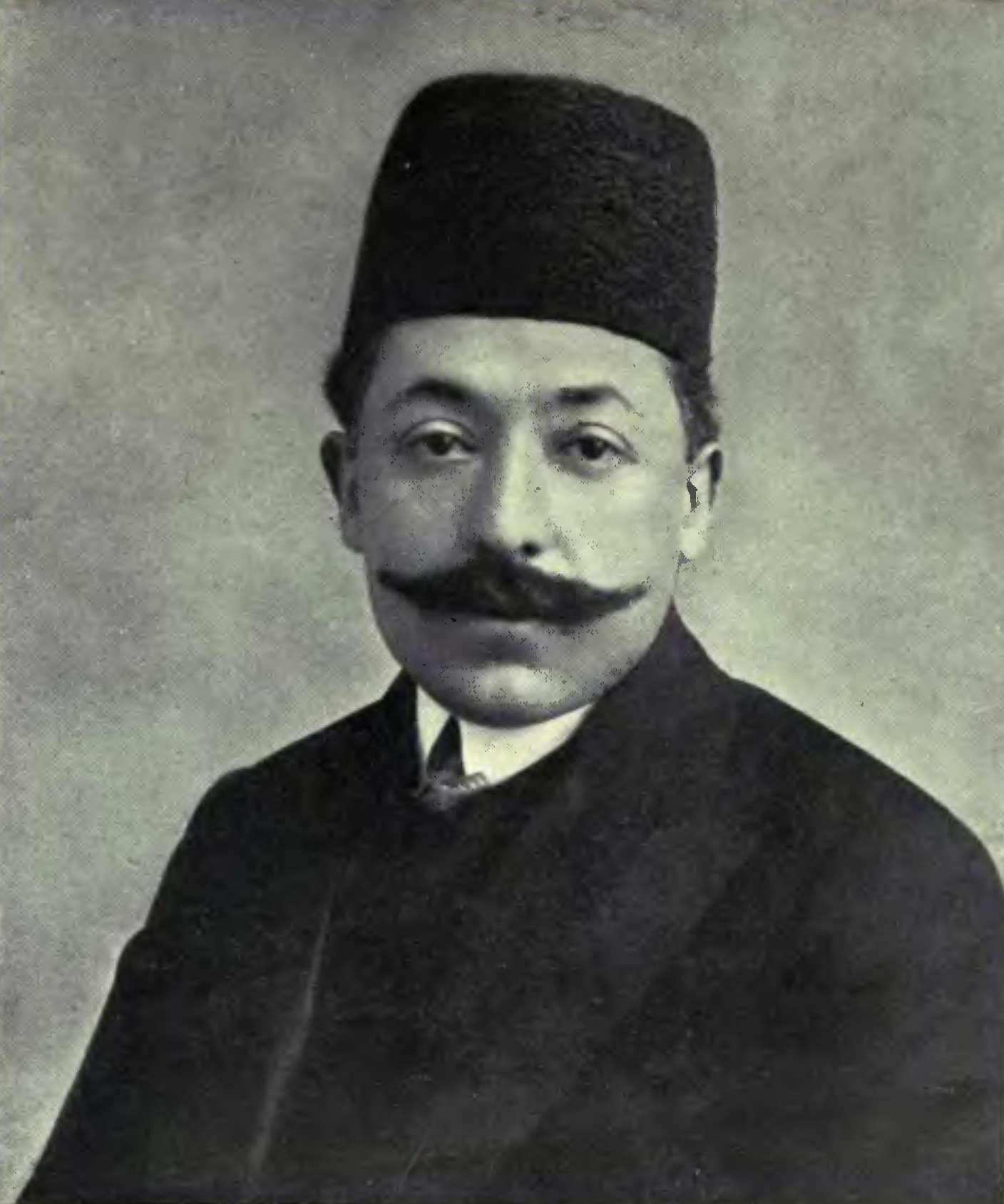
Ahmad Qavam als Gouverneur

Nach der Einführung von Wahlen, der Gründung eines Parlaments und der Einsetzung einer durch das Parlament legitimierten Regierung wurde Qavam im Jahre 1911 Innenminister. Mit Hilfe schwedischer Offiziere gründete Qavam in seiner Zeit als Innenminister die Gendarmerie, eine nationale Polizeieinheit zur Sicherung der Überlandstraßen. In dieser Zeit erwarb sich Qavam den Ruf eines hervorragenden Verwaltungsfachmanns.
Zwischen 1914 und 1918 wurde Qavam zunächst Finanzminister und später wieder Innenminister. Von 1918 bis 1921 war Qavam Gouverneur von Chorasan. Qavam verdankte diese Position seinem älteren Bruder Hassan Vosough, der im August 1918 Premierminister geworden war. Ende 1918 versuchte Ahmad Schah, Qavam als Gouverneur von Chorasan abzusetzen, da Ahmad Schah die Postkonzession von Maschhad, der Provinzhauptstadt von Chorasan, an seinen Onkel Nosrat al Saltaneh verkauft hatte. Die Postgebühren waren in dieser Zeit eine Haupteinnahmequelle für den Gouverneur, mit denen er sein Gehalt, die Verwaltungsbeamten und die örtlichen Sicherheitskräfte finanzierte. Qavam war nicht bereit nachzugeben. Premierminister Vosough zwang Ahmad Schah, die Konzession zurückzunehmen.
1921 kam durch einen Staatsstreich Seyyed Zia al Din Tabatabai an die Macht. Der neue Premierminister Tabatabai unterrichtete alle Gouverneure über die neuen politischen Machtverhältnisse. Qavam und sein Verwandter Mohammad Mossadegh, der zu diesem Zeitpunkt Gouverneur von Fars war, erkannten Tabatabai als neuen Premierminister nicht an und weigerten sich, Anordnungen von der Zentralregierung in Teheran Folge zu leisten. Daraufhin ordnete Tabatabai die Verhaftung zahlreicher früherer Minister und Verwaltungsbeamten an, die er der Korruption bezichtigte. Unter ihnen befand sich auch Ahmad Qavam. Die Familien der Verhafteten starteten eine Propagandakampagne gegen Tabatabai, und am 23. Mai 1921 musste Zia auf Druck Ahmad Schahs zurücktreten. Am 24. Mai 1921 waren die meisten »politischen Gefangenen« wieder frei.

## Premierminister 1921
Am 28. Mai sandte Ahmad Schah seinen Protokollchef ins Gefängnis nach Eschratabad, um Qavam zu holen. Er bot ihm das Amt des Premierministers an, was dieser auch sofort annahm und bis zum 25. Oktober 1922 innehatte. Im Kabinett von Ahmad Qavam arbeiteten Reza Khan, der spätere Reza Schah Pahlavi, als Kriegsminister und Mohammad Mossadegh als Finanzminister als Kabinettskollegen zusammen. Qavam kündigte eine Reihe von Reformen an, die Einführung eines neuen Rechtssystems, die Aufhebung der Kapitulationsrechte und die Anstellung von ausländischen Experten zur Sanierung der Staatsfinanzen an. Nachdem der Anglo-iranische Vertrag von 1919 vom Parlament nicht ratifiziert worden war, und somit das von der britischen Regierung mit dem Abkommen in Aussicht gestellte Darlehn nicht in Anspruch genommen werden konnte, galt die Sorge Qavams zunächst der Sicherung von Einnahmen, um als Regierung handlungsfähig zu sein. Reza Khan hatte eine Militärreform begonnen, die die drei unterschiedlichen militärischen Formationen Irans, die persische Kosakenbrigade, die persische Gendarmerie und die Restbestände der regulären Armee zusammenführen sollte. Für Ausbildung, Uniformen, einheitliche Bewaffnung und regelmäßige Soldzahlungen waren erhebliche finanzielle Mittel erforderlich, die Qavam erst beschaffen musste. Als erstes wandte sich Qavam an die Regierung der USA, die sich bereit erklärten, Finanzexperten anch Iran zu entsenden. Im Auftrag von Qavam wurde Morgan Shuster angeworben, die finanziellen Interessen Irans in den USA zu vertreten.  Am 24. Januar 1922 verlor Qavam allerdings die Unterstützung des Parlaments und trat zurück.

## Premierminister 1922
Der neue Premierminister Hassan Pirnia konnte sich allerdings nicht lange halten und musste bereits am 25. Mai 1922 zurücktreten. Ahmad Qavam übernahm wieder das Amt des Premierministers. In die Regierungszeit Qavams fielen so wichtige Ereignisse wie die Niederschlagung der Separatistenbewegung Oberst Pesyans, die mit Hilfe Reza Khans gelang, die Reorganisation des iranischen Finanz- und Steuerwesens, die mit Unterstützung des amerikanischen Finanzexperten Arthur Millspaugh in Angriff genommen wurde.
Im Oktober 1923 wurde er beschuldigt, gegen den damaligen Kriegsminister Reza Khan einen Mordanschlag geplant zu haben. Qavam verließ Iran, um einer Verhaftung zu entgehen, und reiste nach Europa. Erst 1930 kehrte er wieder nach Iran zurück, enthielt sich aber jeglicher politischer Aktivitäten.

## Premierminister 1942
Nach dem von den Briten erzwungenen Rücktritt Reza Schahs wurde Qavam unter Mohammad Reza Schah 1942 erneut Premierminister. Auf Druck der britischen Besatzungsmacht musste Ali Soheili zu Gunsten Ahmad Qavams zurücktreten. Qavam galt als pro-britisch. Im Dezember 1942 wurden die britischen und sowjetischen Besatzungstruppen durch US-amerikanische Truppen verstärkt, um die Transporte militärischer Güter für die Sowjetunion durch den Persischen Korridor zu übernehmen, was die zunehmenden Spannungen zwischen den Besatzungsmächten und der iranischen Bevölkerung weiter anheizte. Qavam konnte sich aufgrund des wachsenden innenpolitischen Drucks nur für 5 Monate im Amt halten und Soheili wurde am 14. Februar 1943 erneut Premierminister und blieb es bis zum 27. März 1944.

## Premierminister 1946

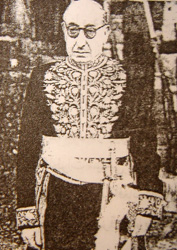
Ahmad Qavam in Galauniform

Die größte Herausforderung als Premierminister hatte Qavam allerdings nach Ende des Zweiten Weltkriegs mit der Irankrise im März 1946 zu bestehen. Josef Stalin weigerte sich, die sowjetischen Besatzungstruppen entgegen dem mit Iran und Großbritannien vereinbarten Dreimächteabkommen 6 Monate nach Ende des Krieges abzuziehen. Qavam reiste nach Moskau, um direkt mit Stalin zu verhandeln. Er sagte eine von der Sowjetunion geforderte Ölkonzession im Norden Irans zu, um mit der Erfüllung dieser Forderung keinen Grund für ein weiteres Verbleiben sowjetischer Truppen in Iran zu liefern. Nachdem US-Präsident Harry S. Truman Stalin unter Druck gesetzt hatte, dass die USA ihre Truppenpräsenz in Iran verstärken und auch vor einer militärischen Konfrontation nicht zurückschrecken würden, zog Stalin die russischen Truppen aus Iran schließlich ab. Das iranische Parlament verweigerte allerdings nach Abzug der russischen Truppen auf Betreiben Qavams die Bestätigung des mit der Sowjetunion geschlossenen Konzessionsvertrags, so dass dieser keine Rechtsgültigkeit erlangte und damit hinfällig war. Qavam hatte einen großen diplomatischen Sieg errungen. Er hatte Iran von der russischen Besatzung befreit, ohne seine Russland gegenüber gemachten Zusagen einhalten zu müssen.
Mit dem Ende der Irankrise begann eine neue Ära in der iranischen Politik. Die Zeit der russischen und britischen Einmischungen gehörte endgültig der Vergangenheit an. Iran begann eine intensive Zusammenarbeit mit den Vereinigten Staaten von Amerika, die bis zum Jahre 1979 andauern sollte.

## Jahre in Frankreich
Nach seinem Rücktritt als Premierminister verließ Qavam Iran und ging nach Paris. 1952, fünf Jahre später, kehrte er nach Iran zurück. Mohammad Mossadegh hatte als Premierminister eine internationale Krise (Abadan-Krise) verursacht, und um die Krise zu beenden, berief Mohammad Reza Schah Qavam erneut zum Premierminister, nachdem Mossadegh am 16. Juli 1952 unvermittelt seinen Rücktritt eingereicht hatte.

## Premierminister 1952
Die Amtszeit Qavams sollte nur sechs Tage dauern. Die Unterstützer Mossadeghs hatten am 21. Juli zu einem Tag des „Nationalen Widerstands“ aufgerufen und eine Großdemonstration organisiert. Qavam setzte Polizei und Armee gegen die Demonstranten ein. Am Ende des Tages waren 36 tote Demonstranten zu beklagen. Qavam erklärte seinen Rücktritt und Mossadegh war wieder im Amt. Nachdem das Parlament die Toten zu Märtyrern erklärt hatte, wurde von Mossadegh ein Sondertribunal eingerichtet, das den Tod der Demonstranten untersuchen und die Verantwortlichen zur Rechenschaft ziehen sollte. Auch Qavam wurde vorgeladen, blieb dem Tribunal aber aus gesundheitlichen Gründen fern.
Qavam war ein gebrochener Mann. So hatte er sich das Ende seiner langen politischen Karriere nicht vorgestellt. Drei Jahre und zwei Tage nach dem für ihn so schmählichen Ende seiner politischen Laufbahn starb Qavam. Ahmad Qavam war zweimal verheiratet und hatte einen Sohn. Nach seinem Tod wurde sein Privathaus, das mehr einem Palast gleicht und von einem 7.000 m² großen Garten umgeben ist, an Ägypten als Residenz des Botschafters verkauft. Nach dem Abbruch der diplomatischen Beziehungen zu Ägypten wurde das Haus 1980 in ein Museum für Glas- und Keramikarbeiten umgewandelt. Es zählt heute zu den Sehenswürdigkeiten Teherans.